# 潘光伟
潘光伟（1965年3月—），男，安徽霍邱人，中国人民大学法学硕士，中华人民共和国政治人物。
先后在国家人事部，中共中央金融工作委员会组织部，中国银行业监督管理委员会人事部、培训中心任职。后担任中国银行业监督管理委员会党校副校长（正局长级）。2015年6月至2016年6月，任陕西银监局局长、党委书记。2016年7月，任中国银行业协会党委书记。2016年9月，任中国银行业协会党委书记、专职副会长。2018年3月，中国银行业协会第七届会员大会四次会议（换届大会）召开，潘光伟当选新一任专职副会长。
2022年3月，任中国银行保险监督管理委员会培训中心正局级三级职员。